# Рассел, Гастингс, 12-й герцог Бедфорд
Гастингс Уильям Сэквил Рассел (англ. Hastings William Sackville Russell, 12th Duke of Bedford; 21 декабря 1888, Кэрнсмор-хаус, Керкубришир, Шотландия, Великобритания — 9 октября 1953, Коттедж Эндсли, Девон, Англия, Великобритания) — британский аристократ, 12-й герцог Бедфорд, 12-й маркиз Тависток, 16-й граф Бедфорд, 17-й барон Рассел и 12-й барон Хоуленд с 1940 года (до этого носил титул учтивости маркиз Тависток). Орнитолог, автор книги о попугаях. Симпатизировал нацистам, отрицал Холокост.

## Биография
Гастингс Рассел родился 21 декабря 1888 года в Кэрнсмор-хаусе (графство Керкубришир, Шотландия) и стал единственным сыном Гербрана Рассела, 11-го герцога Бедфорда, и его жены Мэри Дю Коррой Триб. Он учился в Итонском колледже, получил степень магистра искусств в Баллиол-колледже в Оксфорде, после чего поступил на службу в 10-й батальон Мидлсекского полка в чине лейтенанта. При жизни отца он носил титул учтивости маркиз Тависток, а герцогский титул унаследовал в августе 1940 года.
Рассел был увлечённым натуралистом. В 1906 году он организовал экспедицию в китайскую провинцию Шэньси, в ходе которой был открыт новый вид тушканчика. Благодаря усилиям маркиза был сохранён китайский вид олень Давида, находившийся на грани вымирания. Рассел написал книгу «Попугаи и птицы, похожие на попугаев», стал одним из основателей и первым президентом «Лиги иностранных птиц».
В политике маркиз сначала заигрывал с социализмом и коммунизмом, но позже стал сторонником идеологии социального кредита, основав для её продвижения «Национальную кредитную ассоциацию». Он был ведущей фигурой в Клубе экономических реформ. Рассел восхищался фашистскими движениями в Европе и, несмотря на свою приверженность пацифизму, в 1938 году поддержал аншлюс Австрии. В 1939 году он основал Британскую народную партию (BPP), которую в дальнейшем содержал на свои деньги. Движущей силой БПП был Джон Беккет, бывший член парламента от лейбористской партии, член Британского союза фашистов и Национал-социалистической лиги. По словам его сына Фрэнсиса, Беккет-старший не был по-настоящему предан Расселу: его привлекали в первую очередь деньги.
Рассел дружил с Барри Домвилом, основателем пронацистской организации Link, и был близок к этой полуподпольной группе с момента её основания в 1937 году. В первые месяцы Второй мировой войны он присутствовал на нескольких встречах с ведущими фигурами британских ультраправых, организованных Домвилем, хотя не был в восторге от этой инициативы. Маркиз направил министру иностранных дел лорду Галифаксу серию писем, в которых рассказывал о своём восхищении Гитлером и убеждал адресата приложить усилия для скорейшего заключения мира. Высокое происхождение помогло маркизу избежать ареста вместе с лидерами британских нацистов в 1940 году: он был только внесён в список подозреваемых МИ5, причём были подозрения, что в случае оккупации страны немцами Рассела могут назначить губернатором или премьер-министром марионеточного правительства.
После войны Рассел (к тому времени уже 12-й герцог Бедфорд) возобновил деятельность BPP, которая, правда, была нерегулярной. Он регулярно делал резонансные заявления, из-за которых его относили к антисемитам. В частности, герцог утверждал, что шесть миллионов евреев, погибших во время Холокоста, — «сильно преувеличенные» цифры; по его мнению, более вероятно, что в концлагерях в общей сложности погибло около 300 тысяч человек. Он отрицал наличие в концлагерях газовых камер, утверждая, что за них приняли простые душевые. Герцог оплатил написание и публикацию брошюры «Неудача в Нюрнберге», написанной «Исследовательским отделом BPP» (Беккетом, А. К. Честертоном и бывшим членом IFL Гарольдом Локвудом), в которой Нюрнбергские процессы над нацистскими руководителями осуждались как несправедливые.
Гастингс Рассел умер 9 октября 1953 года в возрасте 64 лет. Он выстрелил в себя в своём поместье Эндсли в Девоне. Коронер записал эту смерть как случайную, но старший сын герцога предположил, что это могло быть самоубийство.

## Семья
21 ноября 1914 года Гастингс Рассел женился на Луизе Кроммелин Роберте Джовитт Уитвел, дочери медиевиста Роберта Джовитта Уитвелла. В этом браке родились трое детей:
- Джон Йен Роберт (24 мая 1917 — 25 октября 2002), 13-й герцог Бедфорд[20];
- Дафна Кроммелин (2 сентября 1920 — 1 июня 1991)[21][22];
- Хью Гастингс (1923—2005)[23].

Гастингс Рассел был убежденным евангельским христианином и вегетарианцем. Строгий человек, ненавидевший алкоголь, табак и азартные игры, он даже был привлечен к суду женой, добивавшейся «восстановления супружеских прав». Дело было закрыто после многочисленных публикаций в прессе, в которых герцогиня описала мужа как «самого холодного, подлого и тщеславного человека», какого она когда-либо знала. Старший сын, не разделявший политические взгляды отца, после его смерти во многом поддержал такую оценку. «Мой отец был самым одиноким человеком, которого я когда-либо знал, — написал 13-й герцог, — неспособным давать или получать любовь, совершенно эгоцентричным и самоуверенным».